# Teologiska fakulteten, Åbo Akademi

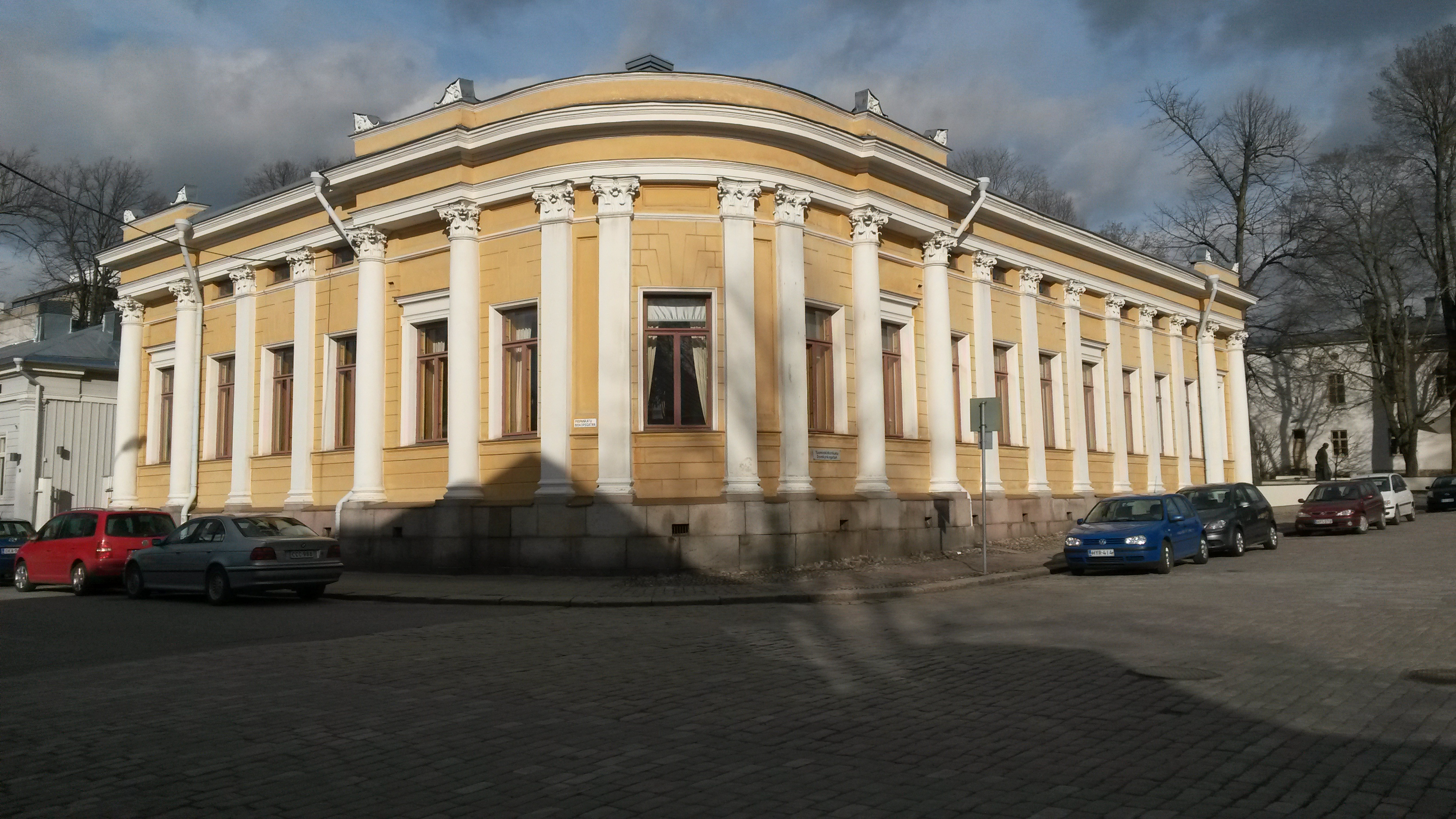
Huvudbyggnaden för Teologiska fakulteten, så kallad "Gula huset"

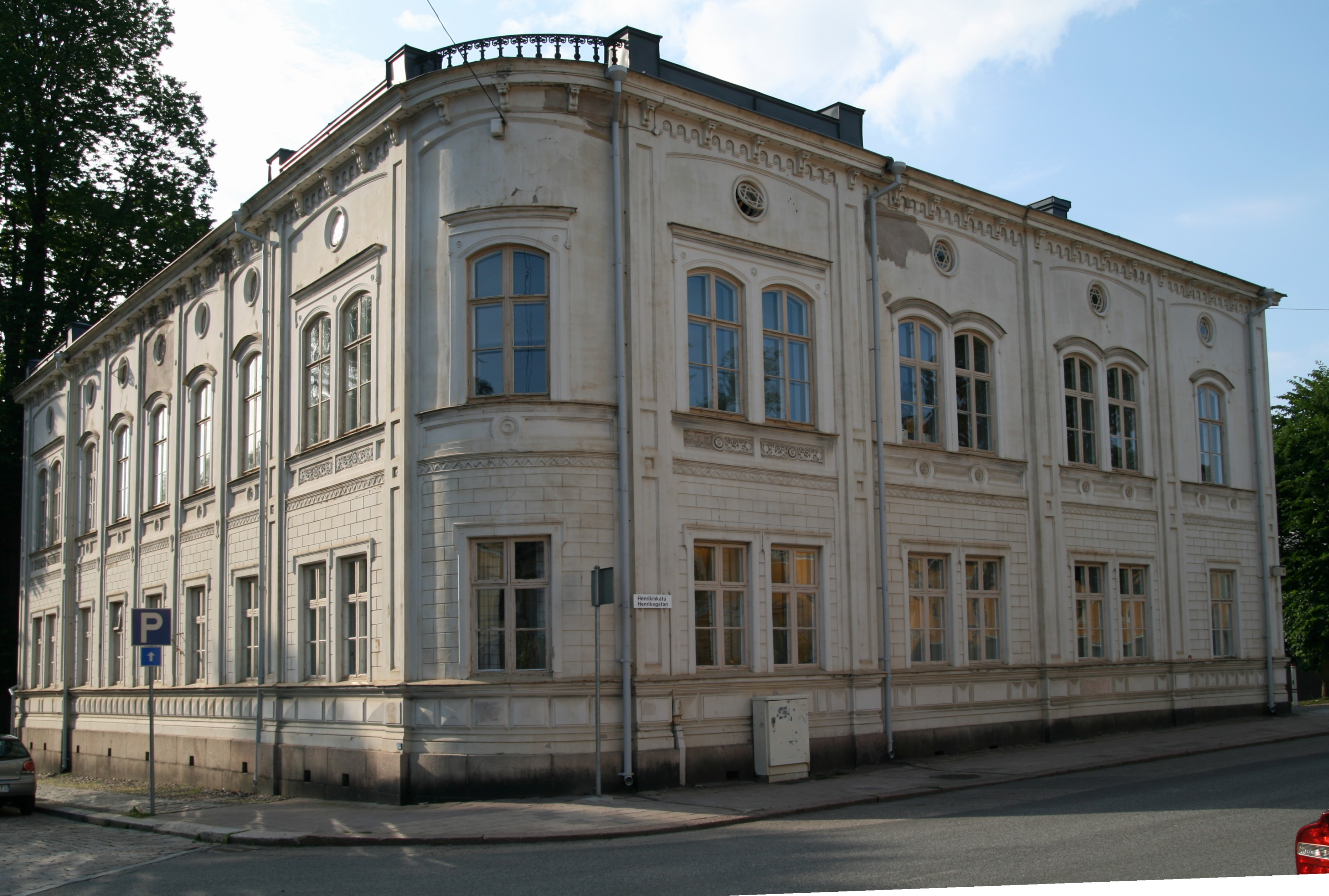
Reuterska huset vars övre våning tillhör Teologiska fakulteten

Teologiska fakulteten vid Åbo Akademi var en fakultet vid Åbo Akademi, som år 2015 upptogs i den gemensamma fakultetsstrukturen Fakulteten för humaniora, psykologi och teologi. Fakulteten grundades år 1924 främst genom donationer. De första professorerna kom från Sverige, och var Yngve Brilioth (kyrkohistoria), Johannes Lindblom (GT-NT-exegetik) och  Torsten Bohlin (Dogmatik).
Fakulteten var enspråkigt svensk och som sådan den enda i Finland.  
Vid fakulteten kunde man fördjupa sig i sju olika ämnen:
- Kyrkohistoria (professor Ingvar Dahlbacka)
- Praktisk teologi (professor Bernice Sundqvist)
- Dogmatik (professor Gunnar af Hällström)
- Teologisk etik med religionsfilosofi (professor Tage Kurtén)
- Gammaltestamentlig exegetik (professor Antti Laato)
- Nytestamentlig exegetik (professor Kari Syreeni)
- Judaistik

Vidare hade fakulteten samarbete med Humanistiska fakulteten, där man kan studera religionsvetenskap.